# أمل زهد
أمل حسن أحمد زهد، هي صحافية فلسطينية من قطاع غزة، قُتلت رفقة عائلتها فجر الجمعة بتاريخ 24 تشرين الثاني 2023، إثر قصف إسرائيلي استهدف منزلها في مدينة غزة. ارتفع عدد القتلى من الصحافيين الفلسطينيين حتى تاريخ مقتلها إلى 64 صحافياً وذلك منذ بدء الهجوم الإسرائيلي على قطاع غزة خلال الحرب الفلسطينية الإسرائيلية 2023.